# Hombre en el baño
Hombre bañándose u Hombre en el baño es un óleo sobre lienzo de 144,8 x 114,3 cm creado en 1884 por el pintor impresionista Gustave Caillebotte y conservado en el Museo de Bellas Artes de Boston.
El cuadro acompaña a Hombre secándose la pierna, pintado por Caillebotte en el mismo año.

## Descripción
La pintura representa a un hombre desnudo de espaldas al espectador mientras se seca el tronco con una toalla después de haber salido de una bañera de metal en la esquina de una habitación sencilla. Su ropa está doblada sobre una silla de madera al fondo, contra la cual también se encuentran sus botas. A sus pies a la derecha yace una toalla mojada que el sujeto ya ha usado, mientras que las huellas de sus pies mojados se pueden ver en el trozo de piso que lo separa de la tina.

## Análisis e historia
Hacia 1884 Caillebotte ya había pintado varios retratos realistas de hombres y mujeres corrientes inmersos en su realidad doméstica o laboral. Así, igual que en Los acepilladores de parquet, también en este lienzo el artista representa el cuerpo masculino sin idealizaciones académicas ni heroicas. Los desnudos masculinos, a diferencia de los femeninos, eran un tema bastante raro entre los pintores impresionistas y el tema de las abluciones personales suele asociarse con temas femeninos (a menudo prostitutas).
Esta representación inusual y vulnerable del cuerpo masculino hizo que la obra fuera controvertida desde su primera aparición pública. Caillebotte pintó el cuadro en 1884 y en 1888 lo expuso en la galería Los XX de Bruselas. La imagen resultó tan controvertida que fue trasladada del salón principal a uno privado al que no podía acceder el público en general. La obra quedó en manos del autor y luego de sus herederos, hasta que en 1967 pasó a una colección privada en Suiza. En 2011, cuando el Museo de Bellas Artes decidió comprar la pintura, el museo de Boston también tuvo dificultades para recaudar fondos para la compra, ya que los benefactores del museo no donaron los fondos para comprar una pintura de este tipo. Entonces, el museo vendió ocho pinturas de su propia colección para pagar los diecisiete millones de dólares necesarios para la obra de Caillebotte, incluidas obras menores pero de los más conocidos Pissarro, Gauguin, Monet y Renoir, lo que fue criticado. El editor del Boston Globe, Dante Ramos, lo defendió diciendo que había sido un movimiento audaz que debería hacer un gran museo, al tiempo que señalaba que probablemente había habido pocos dispuestos a donar para la compra de "una pintura que muestra el trasero desnudo de un tipo al azar."